# Episodi di Naruto: Shippuden (venticinquesima stagione)
La saga di Naruto e Sasuke (ナルトとサスケの章?, Naruto to Sasuke no sho) costituisce la venticinquesima stagione dell'anime Naruto: Shippuden ed è composta dagli episodi che vanno dal 470 al 479. La regia è di Hayato Date ed è prodotta da TV Tokyo e Pierrot.
La venticinquesima stagione è stata trasmessa in Giappone dal 4 agosto 2016 al 13 ottobre 2016 su TV Tokyo. È stata pubblicata in simulcast con sottotitoli in italiano sulla piattaforma Crunchyroll. L'edizione doppiata in italiano è stata trasmessa su Italia 2 dal 19 marzo al 2 aprile 2024.
La stagione adotta una sigla di apertura: Blood Circulator degli Asian Kung-Fu Generation (episodi 470-479), e una sigla di chiusura: Pino to Amélie di Huwie Ishizaki (episodi 470-479).

## Lista episodi
| Nº  | Titolo italiano Giapponese 「Kanji」 - Rōmaji | In onda           | In onda       |
| Nº  | Titolo italiano Giapponese 「Kanji」 - Rōmaji | Giapponese        | Italiano      |
| 470 | Pensieri connessi 「繋がる想い」 - Tsunagaru Omoi | 4 agosto 2016     | 19 marzo 2024 |
| 470 | Dopo essere stato separato da Sasuke, Naruto si ritrova da solo a combattere contro Kaguya. Attraverso un clone spiega agli altri che non sente più la presenza di Sasuke e soprattutto che senza di lui sigillare Kaguya sarebbe impossibile. Obito dunque elabora una strategia che prevede l'uso del Kamui per sincronizzarsi con i portali spazio-temporali creati dalla Dea ma per fare ciò servirebbe una quantità sconsiderata di chakra in quanto andrebbe a spostarsi attraverso dimensioni non appartenenti a lui, Sakura allora si offre per aiutarlo. Con un diversivo creato usando decine di cloni, Naruto obbliga Kaguya ad aprire nuovamente un portale per fuggire, in questo modo lui, Sakura e Obito, utilizzando il Kamui, riescono a raggiungere la dimensione base, cioè quella che collega le altre cinque. Sakura e Obito scompaiono facendo credere a Zetsu di aver esaurito il chakra e quest'ultimo convince la madre a eliminare quello che crede il vero Naruto senza preoccuparsi di assorbire il suo chakra, a tal scopo trafigge il protagonista con il Mourderous Bone Ash, polverizzandolo. Ritornata nella dimensione ghiacciata, la Dea ritrova tutti i cloni di Naruto e capisce che quella che ha distrutto era solo una copia. Obito e Sakura sono rimasti da soli in quella dimensione e possono indisturbati aprire ad uno ad uno i portali e, arrivando allo stremo delle forze, riescono a trovare e salvare Sasuke (anche grazie al Rinnegan di quest'ultimo). |                   |               |
| 471 | Ti proteggerò sempre 「二人をちゃんと」 - Futari o Chanto | 11 agosto 2016    | 19 marzo 2024 |
| 471 | Nel mondo normale, l'Eremita delle Sei Vie spiega ai quattro Hokage che Naruto, Sasuke, Sakura e Kakashi si trovano a combattere in un'altra dimensione e che ha bisogno di loro per eseguire la tecnica che dovrà riportarli indietro quando arriverà il momento giusto. Nella dimensione base, Obito è stremato per lo sforzo e riesce a malapena a respirare ma, dopo aver ricordato Rin in alcuni momenti importanti della sua infanzia, si convince che c'è altro che può ancora fare perciò si rialza e riporta tutti nella dimensione ghiacciata, facendo riunire Sasuke con Naruto. A questo punto Zetsu spiega alla madre che non può più continuare a trattenere il suo chakra visto che dovrà eliminare definitivamente Naruto e Sasuke, dunque questa teletrasporta tutti, lei compresa, in una dimensione a gravità aumentata allo scopo di immobilizzare Naruto e Sasuke. Si appresta così a colpire entrambi con il Mourderous Bone Ash, Kakashi e Obito decidono allora di sacrificarsi mettendosi sulla traiettoria dell'attacco per fare da scudo ai due ragazzi ma Obito, utilizzando un'ultima volta il Kamui, salva il rivale rimanendo trafitto, dicendo a Kakashi che non è ancora arrivata la sua ora. |                   |               |
| 472 | Sogni 「お前は必ず」 - Omae wa Kanarazu | 18 agosto 2016    | 19 marzo 2024 |
| 472 | Dopo aver salvato Kakashi, Obito è l'unica vittima dell'attacco micidiale di Kaguya e comincia a sgretolarsi. Naruto tenta inutilmente di salvare il rivale di Kakashi con i suoi poteri ma Obito gli consiglia di lasciar perdere in quanto non c'è più nulla che si possa fare per lui. Zetsu provoca Naruto chiedendogli il motivo per cui vuole salvare colui che fino a pochi istanti prima era un suo nemico mentre Obito, nella sua mente, ricorda tutti gli errori che ha commesso e che lo hanno portato a essere la persona che ha causato morte e distruzione per via delle manipolazioni di Madara. Kaguya nel frattempo teletrasporta tutti nella dimensione base nella quale lei può recuperare chakra più velocemente; Sasuke, recuperata l'abilità del Rinnegan, prova ad attaccarla ma senza successo. Obito, dopo aver immaginato come sarebbe stata la sua vita se fosse diventato Hokage, si fa promettere da Naruto di continuare a seguire il suo credo ninja e di diventare Hokage per poi disintegrarsi completamente davanti a un affranto Kakashi. Dinanzi all'ennesima provocazione di Zetsu, Naruto si scaglia contro Kaguya amputandole il braccio sotto la cui manica si nascondeva il figlio della Dea, scaraventandolo e immobilizzandolo a terra mentre Obito ritrova Rin nell'aldilà. |                   |               |
| 473 | Il risveglio dello Sharingan 「写輪眼、再び」 - Sharingan, Futatabi | 25 agosto 2016    | 19 marzo 2024 |
| 473 | Ritrovata Rin nell'aldilà, Obito le dice di attendere ancora qualche istante prima di ricongiungersi definitivamente con lei e spiegandole che con il chakra si possono connettere più mondi, afferma di voler aiutare per l'ultima volta Kakashi, disperato per la perdita dell'amico e per la sua inutilità nello scontro con Kaguya. Detto ciò con il Kamui entra nella mente del rivale e gli dice che prima di Naruto vorrebbe che lui diventasse il Sesto Hokage e inoltre gli ricorda il soprannome con il quale è conosciuto nel mondo ninja e per questo non deve sentirsi impotente. Terminata la discussione, l'Uchiha affida a Kakashi anche se per un tempo limitato tutte le sue abilità. Nel frattempo Naruto attacca Kaguya con nove Rasenshuriken contenenti il chakra di tutti i cercoteri, l'attacco causa instabilità all'interno del corpo di Kaguya e i cercoteri tentano di uscire attaccando Naruto, Sasuke e Sakura, quest'ultima viene salvata dal tempestivo intervento di Kakashi con il suo Perfect Susano'o, ottenuto grazie agli Sharingan Ipnotici che possiede adesso in entrambi gli occhi per mano di Obito. Dopo aver attaccato Kaguya con il Kamui Shuriken, questa riottiene il controllo sui nove cercoteri grazie al nuovo chakra proveniente dalla dimensione base per via dello Tsukuyomi Infinito, dopodiché genera una gigantesca Truthseeker Orb che, come spiegato da Zetsu, è il preludio di un nuovo spazio-tempo. Kakashi afferma di avere un piano per sigillare una volta per tutte Kaguya. Grazie a un accurato lavoro di squadra che coinvolge anche Sakura, Naruto e Sasuke riescono ad applicare il sigillo a Kaguya. |                   |               |
| 474 | Congratulazioni 「おめでとう」 - Omedetō | 1º settembre 2016 | 26 marzo 2024 |
| 474 | Prima di venire sigillata definitivamente, Kaguya sputa fuori Madara Uchiha e i cercoteri che possono finalmente essere liberi. Nel frattempo Zetsu afferma che ricomincerà tutto da capo per far rivivere nuovamente la madre ma il sopraggiunto Naruto che non si era dimenticato di lui, pone fine ai suoi piani scaraventandolo lontano e sigillandolo insieme alla madre, non prima di avergli ricordato il suo credo ninja. Hagoromo, avendo riottenuto i poteri che aveva diviso con Naruto e Sasuke, capisce che sua madre è stata sconfitta e con l'aiuto dei quattro Hogake e dei Kage del passato evocati per l'occasione riporta indietro la squadra 7, il morente Madara e i nove cercoteri: la Quarta Grande Guerra Ninja può considerarsi conclusa. L'Eremita delle Sei Vie si appresta a sciogliere anche l'Edo Tensei non prima che Hashirama rinnovi la vecchia amicizia con Madara e che Minato faccia gli auguri a suo figlio per i suoi 17 anni. Naruto si fa promettere dal padre di dire a sua madre Kushina che non deve più preoccuparsi per lui dato che, anche se è cresciuto con moltissimi difetti, è riuscito sempre a cavarsela, adesso ha tanti amici pronti a sostenerlo nel momento del bisogno e un giorno diventerà Hokage, e sarà anche migliore di lui. |                   |               |
| 475 | La valle della fine 「終末の谷」 - Shūmatsu no Tani | 8 settembre 2016  | 26 marzo 2024 |
| 475 | Sciolto l'Edo Tensei, Hagoromo riferisce ai nove cercoteri che essendo parte del loro chakra all'interno di Naruto, tramite esso possono comunicare anche se sono lontani. Mentre tutti i demoni decidono di andare a vivere in luoghi diversi, l'Ottacoda afferma che tornerà da Killer Bee mentre Kurama, sotto esortazione dell'Eremita delle Sei Vie, rimarrà con Naruto. Alla domanda del Saggio se le risposte che gli avevano dato siano rimaste invariate, Naruto risponde affermativamente mentre Sasuke rivela a tutti quali sono le sue vere intenzioni: vuole diventare Hokage per attuare una rivoluzione e per fare ciò dovrà tagliare tutti i legami con il passato eliminando i cinque Kage, i nove cercoteri e Naruto. Imprigiona dunque i nove demoni con il Chibaku Tensei, Hagoromo intanto riflette sul fatto che anche dividendo equamente i suoi poteri a Naruto e Sasuke la storia sembra non essere cambiata ma si accorge che a differenza dei suoi figli sia Naruto che Sasuke sanno cos'è l'amore. L'Eremita delle Sei Vie riceve conferma da Naruto che non accadrà quanto successo con i suoi figli e che manterrà la promessa di salvare Sasuke; quest'ultimo, constatato che Naruto non vuole farsi eliminare immediatamente, colpisce Sakura con un genjutsu per impedirle di seguirli e conduce Naruto nello stesso luogo dove hanno combattuto l'ultima volta, la Valle della fine. |                   |               |
| 476 | Lo scontro finale 「最後の戦い」 - Saigo no Tatakai | 29 settembre 2016 | 26 marzo 2024 |
| 476 | Nella Valle della fine, Sasuke spiega a Naruto la sua concezione di Hokage: per lui il vero Hokage è stato suo fratello Itachi che eliminando il suo clan per proteggere il villaggio ha attirato su se stesso l'odio di tutti. Sottolinea però che Itachi ha commesso un errore: ha lasciato in vita Sasuke facendo sì che l'odio si disseminasse ugualmente. Per evitare di commettere il medesimo errore, Sasuke ha in mente di tagliare i legami con il passato eliminando i cinque Kage, i demoni e Naruto, dal quale avrebbe cominciato. Così, rimanendo solo, può concentrare tutto l'odio su se stesso e controllare tutti visto che adesso dispone dei poteri per farlo. Naruto invece ricorda le parole di Neji e di Itachi che gli dissero che solo lui può salvare Sasuke e per questo motivo non può permettersi di essere eliminato dall'Uchiha. Mentre l'Eremita delle Sei Vie scompare ricordando le risposte che i due ragazzi gli diedero nel sogno, Naruto e Sasuke cominciano uno scontro violentissimo che assume proporzioni gigantesche non appena i due utilizzano le loro tecniche più potenti: il Susano'o e la Modalità Nove Code, Naruto però sembra voler stare sulla difensiva in quanto non ha alcuna intenzione di eliminare l'avversario. A questo punto Sasuke afferma che è giunto il momento di compiere il primo passo verso le ombre e decide di assorbire tutto il chakra dei cercoteri che aveva precedentemente imprigionato con il Chibaku Tensei. |                   |               |
| 477 | Naruto e Sasuke 「ナルトとサスケ」 - Naruto to Sasuke | 29 settembre 2016 | 26 marzo 2024 |
| 477 | Utilizzando il Susano'o come contenitore, Sasuke assorbe tutto il chakra dei cercoteri raggiungendo la stessa forza dell'Eremita delle Sei Vie. Riprendendo lo scontro la differenza è subito evidente in quanto Naruto si trova in difficoltà. Il combattimento si sposta dalla terraferma al cielo fin sopra le nuvole, qui Naruto capisce che deve contrattaccare se vuole sopravvivere per salvare l'Uchiha e, dopo aver assorbito tutto il chakra naturale accumulato da Kurama, lancia verso Sasuke il Rasen Shuriken titanico delle sei vie, mentre Sasuke lancia verso Naruto la sua tecnica più potente, la Freccia di Indra: l'esplosione che ne deriva scatena una violentissima onda d'urto che raggiunge persino il luogo della guerra dove si trovano ancora Kakashi e Sakura portando distruzione sul suo cammino. Naruto e Sasuke precipitano al suolo sfiniti. Sasuke prova ad assorbire altro chakra dai cercoteri ma essendo esausto ne ha perso il controllo, allora i due ex compagni improvvisano un sanguinoso duello corpo a corpo nel quale nessuno dei due sembra prevalere sull'altro. Quando lo scontro sembra avviarsi verso la parità Sasuke, con il Rinnegan, assorbe il chakra che Kurama aveva appena finito di accumulare per Naruto così si appresta a finirlo con il Chidori ma Naruto, cogliendo l'indebolimento dello Sharingan dell'Uchiha, lo anticipa scaraventandolo lontano con un pugno. Sasuke disperato chiede al rivale perché non vuole arrendersi e farsi eliminare e Naruto gli risponde che non può morire perché lui è suo unico amico. Sasuke decide di riunire le forze rimaste nel Kagutsuchi mentre Naruto fa lo stesso con un ultimo Rasengan: lo scontro fra le due tecniche rade al suolo la Valle della fine. |                   |               |
| 478 | Il segno di riconciliazione 「和解の印」 - Wakai no In | 6 ottobre 2016    | 2 aprile 2024 |
| 478 | Immerso in un sogno, Sasuke, credendosi morto insieme al rivale, ricorda con Naruto i motivi per i quali entrambi sono stati allontanati dal villaggio stupendosi di come Naruto, anche da morto, si preoccupi ancora per il destino del mondo visto che lo Tsukuyomi Infinito non è stato sciolto. Qualche istante dopo l'Uchiha riprende conoscenza e Naruto, disteso accanto a lui, gli fa notare che hanno perso moltissimo sangue e perciò potrebbero morire da un momento all'altro. Sasuke gli domanda nuovamente il motivo per il quale si ostina ad intralciare i suoi piani e che cosa per lui significhi essere suo amico, Naruto gli risponde che vedere un compagno preferire la solitudine, caricandosi addosso tutto l'odio e gettandosi nell'oscurità provoca in lui dolore. Un incredulo Sasuke ricorda di come stando accanto a Naruto e al resto del Team 7 abbia considerato loro una proiezione della sua famiglia e di come soffriva quando il rivale soffriva a sua volta, paragonando lo stesso Naruto a suo fratello Itachi. All'improvviso Sasuke riesce a vedere anche i ricordi di Naruto e dopo aver compreso come sia riuscito a convertire tutte le persone che ha affrontato in passato e come anche suo fratello Itachi si fosse convinto che Naruto era l'unica speranza di salvarlo, si redime. Dopo essersi resi conto di essersi addormentati fino all'alba e di essere scampati ancora una volta alla morte, Sasuke ammette di essere stato sconfitto riconoscendo la forza dell'amico. Alla domanda di come si sarebbe comportato se lui avesse tentato nuovamente di cedere all'odio combattendo contro di lui, Naruto gli risponde che, a sua volta, lo avrebbe picchiato per fargli riaprire gli occhi anche se, viste le circostanze, crede che non ce ne sia più bisogno. Sasuke, dopo tanto tempo, si commuove versando alcune lacrime mentre il loro sangue continua a sgorgare dalle loro braccia amputate. |                   |               |
| 479 | Naruto Uzumaki 「うずまきナルト！！」 - Uzumaki Naruto!! | 13 ottobre 2016   | 2 aprile 2024 |
| 479 | Kakashi e Sakura (ripresosi dal genjutsu di Sasuke) arrivano alla valle dell'Epilogo; trovati Naruto e Sasuke, lei inizia a curarli. Sasuke le chiede scusa per tutto e ritornano di nuovo compagni rendendo felice anche Kakashi. Sasuke, ripensando al suo passato, insieme a Naruto rilasciano lo Tsukuyomi Infinito e libera i Cercoteri dal Chibaku Tensei. Si tiene un funerale di massa per Neji, Inoichi, Shikaku e i caduti in guerra e Naruto diventa un eroe riconosciuto a livello mondiale. Naruto riceve la visita di Gaara e Raikage, insieme a Killer Bee, che si congratulano con lui per averli salvati, Temari gli domanda cosa ne sarà del suo braccio amputato e lui risponde che Tsunade sta producendo un braccio artificiale con le cellule di Hashirama e Gaara gli domanda che ne è stato di lui (riferendosi a Sasuke) e Naruto dice che non è intenzionato a rispondere, dato che Sasuke è stato messo in prigione dove poi i cinque Kage determineranno il suo destino. Kakashi viene scelto come Sesto Hokage e Shikamaru diventa il suo assistente. Ino, poi, appena arrivata, che come Hinata, tenta di confessare a Naruto di essersi veramente innamorata di esso, perché Ino si riconcilia con Naruto per non essersi comportata bene con lui nella loro infanzia, e se ne va felice, ringraziandolo per aver nel frattempo migliorato il loro rapporto. Naruto incontra Iruka e Kakashi all'Accademia e dice che sta finalmente promuovendo Naruto a Jonin. Tuttavia, poiché non ha mai completato gli esami Chunin, Naruto deve completare due anni di studi, con suo grande sgomento. Tuttavia, Naruto si rallegra quando Iruka lo aiuta e dopo gli offre del ramen e nel momento, vedendo l'altalena, ricordando la sua triste vita attribuisce a Iruka il merito di essere stata la prima persona ad accettarlo, e sentimentalmente decide di trattare Naruto con tutto il ramen che vuole. Passano i mesi quando Sasuke viene graziato per le sue azioni in guerra e decide di vagare per la Terra. Sakura gli chiede di aspettare che il suo braccio artificiale sia pronto, ma lui rifiuta, vedendo la perdita del braccio come una punizione per le sue azioni. Lei poi gli chiede di lasciarla andare con lui, ma lui rifiuta nuovamente dandole un colpetto sulla fronte (lo stesso gesto del suo fratello Itachi) e promettendole di rivederla. Sasuke incontra Naruto, che restituisce il coprifronte danneggiato, e lo ringrazia per avergli insegnato cosa significa veramente essere un ninja. |                   |               |

## DVD

### Giappone
Gli episodi della venticinquesima stagione di Naruto: Shippuden vengono distribuiti in Giappone anche tramite DVD, dal 5 aprile 2017 al 7 giugno 2017.
| Volume | Episodi | Data di pubblicazione | Extra |
| ------ | ------- | --------------------- | ----- |
| 1      | 470-473 | 5 aprile 2017         | —     |
| 2      | 474-477 | 10 maggio 2017        | —     |
| 3      | 478-479 | 7 giugno 2017         | —     |